# Biescas
Biescas település Spanyolországban, Huesca tartományban. Biescas Sabiñánigo, Sallent de Gállego, Hoz de Jaca, Panticosa, Yésero, Broto és Yebra de Basa községekkel határos. Lakosainak száma 1609 fő (2024).

## Népesség
A település népessége az utóbbi években az alábbiak szerint változott:
| Lakosok száma | 1279 | 1362 | 1513 | 1675 | 1597 | 1535 | 1470 | 1463 | 1550 | 1609 |
|               | 2001 | 2004 | 2006 | 2009 | 2011 | 2014 | 2016 | 2019 | 2021 | 2024 |